# 46. ceremonia wręczenia Złotych Globów
Złote Globy za rok 1988 przyznano 28 stycznia 1989 r. w Beverly Hilton Hotel w Los Angeles.

Nagroda im. Cecila DeMille za całokształt twórczości trafiła do Doris Day.

Laureaci:

## Kino

### Najlepszy film dramatyczny
Rain Man, reż. Barry Levinson

nominacje:
- Przypadkowy turysta, reż. Lawrence Kasdan
- Krzyk w ciemności, reż. Fred Schepisi
- Goryle we mgle, reż. Michael Apted
- Missisipi w ogniu, reż. Alan Parker
- Stracone lata, reż. Sidney Lumet
- Nieznośna lekkość bytu, reż. Philip Kaufman

### Najlepsza komedia/musical
Pracująca dziewczyna, reż. Mike Nichols

nominacje:
- Duży, reż. Penny Marshall
- Rybka zwana Wandą, reż. Charles Crichton
- Zdążyć przed północą, reż. Martin Brest
- Kto wrobił królika Rogera?, reż. Robert Zemeckis

### Najlepszy aktor dramatyczny
Dustin Hoffman - Rain Man

nominacje:
- Forest Whitaker - Bird
- Tom Hulce - Dominick i Eugene
- Gene Hackman - Missisipi w ogniu
- Edward James Olmos - Wszystko albo nic

### Najlepsza aktorka dramatyczna
- Jodie Foster - Oskarżeni
- Sigourney Weaver - Goryle we mgle
- Shirley MacLaine - Madame Sousatzka (Shirley MacLaine nie była obecna na ceremonii wręczenia nagród)

nominacje:
- Meryl Streep - Krzyk w ciemności
- Christine Lahti - Stracone lata

### Najlepszy aktor w komedii/musicalu
Tom Hanks - Duży

nominacje:
- Michael Caine - Parszywe dranie
- John Cleese - Rybka zwana Wandą
- Robert De Niro - Zdążyć przed północą
- Bob Hoskins - Kto wrobił królika Rogera?

### Najlepsza aktorka w komedii/musicalu
Melanie Griffith - Pracująca dziewczyna

nominacje:
- Susan Sarandon - Byki z Durham
- Amy Irving - Zmień kapelusz
- Jamie Lee Curtis - Rybka zwana Wandą
- Michelle Pfeiffer - Poślubiona mafii

### Najlepszy aktor drugoplanowy
Martin Landau - Tucker. Konstruktor marzeń

nominacje:
- Neil Patrick Harris - Serce Clary
- Alec Guinness - Mała Dorrit (film)
- Raul Julia - Dyktator z Paradoru
- River Phoenix - Stracone lata
- Lou Diamond Phillips - Wszystko albo nic

### Najlepsza aktorka drugoplanowa
Sigourney Weaver - Pracująca dziewczyna

nominacje:
- Diane Venora - Bird
- Barbara Hershey - Ostatnie kuszenie Chrystusa
- Sonia Braga - Dyktator z Paradoru
- Lena Olin - Nieznośna lekkość bytu

### Najlepsza reżyseria
Clint Eastwood - Bird

nominacje:
- Fred Schepisi - Krzyk w ciemności
- Alan Parker - Missisipi w ogniu
- Barry Levinson - Rain Man
- Sidney Lumet - Stracone lata
- Mike Nichols - Pracująca dziewczyna

### Najlepszy scenariusz
Naomi Foner - Stracone lata

nominacje:
- Robert Caswell, Fred Schepisi - Krzyk w ciemności
- Chris Gerolmo - Missisipi w ogniu
- Ronald Bass, Barry Morrow - Rain Man
- Kevin Wade - Pracująca dziewczyna

### Najlepsza muzyka
Maurice Jarre - Goryle we mgle

nominacje:
- John Williams - Przypadkowy turysta
- Peter Gabriel - Ostatnie kuszenie Chrystusa
- Gerald Gouriet - Madame Sousatzka
- Dave Grusin - Fasolowa wojna

### Najlepsza piosenka
- „Two Hearts” - Buster - muzyka: Lamont Dozier; słowa: Phil Collins
- „Let the River Run” - Pracująca dziewczyna - muzyka i słowa: Carly Simon

nominacje:
- „When a Woman Loves a Man” - Byki z Durham - muzyka i słowa: Bernard Hanighen, Gordon Jenkins, Johnny Mercer
- „Kokomo” - Koktajl - muzyka i słowa: Scott McKenzie, Mike Love, Terry Melcher, John Phillips
- „Why Should I Worry?” - Oliver i spółka - muzyka i słowa: Dan Hartman, Charlie Midnight
- „Twins” - Bliźniacy - muzyka i słowa: Lorrin Bates, Skip Scarborough

### Najlepszy film zagraniczny
Pelle zwycięzca, reż. Bille August (Dania)

nominacje:
- Uczta Babette, reż. Gabriel Axel (Dania)
- Hanussen, reż. Istvan Szabo (RFN)
- Kobiety na skraju załamania nerwowego, reż. Pedro Almodovar (Hiszpania)
- Salaam Bombay!, reż. Mira Nair (Indie)